# I Vampiriani - Vampiri vegetariani
I Vampiriani - Vampiri vegetariani (バンパイヤン・キッズ?, Banpaiyan Kizzu), è un anime giapponese prodotto da Production I.G e diretto da Masatsugu Arakawa. L'anime è andato in onda in Giappone su Fuji Television dal 13 ottobre 2001 al 20 marzo 2002. La serie conta in tutto 26 episodi, con 3 episodi presenti solo nella versione DVD.
In Italia, l'anime è andato in onda per la prima volta su Rai Due dal 24 gennaio 2007.

## Trama
L'anime narra le vicende di una famiglia di Vampiriani, vampiri che bevono succo d'arancia anziché sangue. Il capofamiglia viene spedito nel mondo degli umani e, per poter tornare indietro, dovrà spaventare 1000 umani. Ad ostacolare il già difficile compito contribuirà la figlia, Sue, la quale si innamora dell'umano Kou e non ha nessuna intenzione di tornare a casa.

## Episodio pilota
Prima dei 26 episodi, fu prodotto un episodio pilota di 18 minuti nel 1999. Il film era diretto da Masaaki Yuasa e supervisionato da Mitsuru Hongo con musiche di Kow Otani. Il pilota presentava atmosfere e colori più cupi rispetto alla serie televisiva. In Italia, il film fu proiettato il 18 gennaio 2004 al Future Film Festival.

## Personaggi e doppiatori
| Personaggi      | Voce giapponese    | Voce italiana     |
| --------------- | ------------------ | ----------------- |
| Papà            | Kinya Aikawa       | Carlo Valli       |
| Mamma           | Hiromi Tsuru       | Roberta Pellini   |
| Sue             | Mami Koyama        | Letizia Scifoni   |
| Kou             | Junko Takeuchi     | Laura Cosenza     |
| Morihop         | Rie Kugimiya       | Ilaria Latini     |
| Robozo          | Eiji Takemoto      | Luca Dal Fabbro   |
| Mac             | Shigenori Yamazaki | Luigi Ferraro     |
| Kana            | Risa Mizuno        | Letizia Ciampa    |
| Sho             | ?                  | Luigi Morville    |
| Kinta           | ?                  | Monica Bertolotti |
| Kinji           | ?                  | Simone Crisari    |
| Hell Hell       | ?                  | Enzo Garinei      |
| Veder           | ?                  | Daniele Formica   |
| Cappello        | ?                  | Nanni Baldini     |
| Godot           | ?                  | Saverio Indrio    |
| Nonnino         | Naomi Kusumi       | Michele Kalamera  |
| Five            | ?                  | Paolo Vivio       |
| Scavatore       | ?                  | Manfredi Aliquò   |
| Franken (ep. 8) | Masami Iwasaki     | Renato Cecchetto  |
| Pierre          | Hiroki Takahashi   | Oliviero Dinelli  |

## Episodi
La serie si compone di 26 episodi. In Italia sono stati pubblicati in DVD e VHS da Shin Vision a novembre 2003.
| Nº | Titolo italiano Giapponese 「Kanji」 - Rōmaji | In onda          | In onda          |
| Nº | Titolo italiano Giapponese 「Kanji」 - Rōmaji | Giapponese       | Italiano         |
| 1  | Io sono un mostro candido, sissì! 「我輩、純情派モンスターゾヨ」 - Wagahai, junjō-ha monsutā zoyo                                                        | 13 ottobre 2001  | 24 gennaio 2007  |
| 2  | Spaventerò una scolaresca di mille bambini, sissì! 「学校で1000人まとめて驚かすゾヨ」 - Gakkō de 1000-ri matomete odorokasu zoyo                         | 20 ottobre 2001  | 25 gennaio 2007  |
| 3  | Appare l'uomo invisibile Veder, sissì! 「透明人間ミエールくんあらわるゾヨ」 - Tōmei ningen miēru-kun ara waru zoyo                                       | 27 ottobre 2001  | 26 gennaio 2007  |
| 4  | Mille e più miglia alla ricerca della macchina fotografica del terrore, sissì! 「恐怖カメラを探して幾千里ゾヨ」 - Kyōfu kamera o sagashite ikusenri zoyo | 3 novembre 2001  | 29 gennaio 2007  |
| 5  | Sfida con il cacciatore di Vampiriani, sissì! 「バンパイヤンハンターと対決ゾヨ」 - Banpaiyanhantā to taiketsu zoyo                                       | 10 novembre 2001 | 30 gennaio 2007  |
| 6  | Il capitano fantasma che ama i videogiochi, sissì! 「幽霊船長はゲームがお好きゾヨ」 - Yūrei senchō wa gēmu ga o suki zoyo                                | 17 novembre 2001 | 31 gennaio 2007  |
| 7  | È arrivato il terribile nonnino, sissì! 「恐〜いグランパがやって来たゾヨ」 - Kowa 〜 i guranpa ga yattekita zoyo                                         | 24 novembre 2001 | 1º febbraio 2007 |
| 8  | Franken è il mio rivale, sissì! 「フランケンくんがライバルゾヨ」 - Furanken-kun ga raibaru                                                               | 1º dicembre 2001 | 2 febbraio 2007  |
| 9  | È nato Baby Drago Kyurun, sissì! 「ドラゴンベイビー・キュルン誕生ゾヨ」 - Doragonbeibī kyurun tanjō zoyo                                                 | 8 dicembre 2001  | 5 febbraio 2007  |
| 10 | Andrò in televisione e farò una gran confusione, sissì! 「テレビ局に行って大暴れするゾヨ」 - Terebikyoku ni itte dai abare suru zoyo                     | 15 dicembre 2001 | 6 febbraio 2007  |
| 11 | Grande panico, l'uomo mummia dell'isola Tropicale, sissì! 「大パニック! 南の島のミイラ男ゾヨ」 - Dai panikku! Minami no shima no mīra otoko zoyo         | 22 dicembre 2001 | 7 febbraio 2007  |
| 12 | I compiti sì che sono spaventosi, sissì! 「宿題とは本当に恐〜いものゾヨ」 - Shukudai to wa hontōni kowa ~ imo no zoyo                                    | 12 gennaio 2002  | 8 febbraio 2007  |
| 13 | Sfida predestinata con la strega rivale, sissì! 「ライバル魔女と因縁の対決ゾヨ」 - Raibaru majo to in'nen no taiketsu zoyo                               | 19 gennaio 2002  | 9 febbraio 2007  |
| 14 | Gara di golf con il dottor Hellhell, sissì! 「ヘルヘル博士とゴルフで対決ゾヨ!」 - Heruheru hakase to gorufu de taiketsu zoyo!                            | 26 gennaio 2002  | 12 febbraio 2007 |
| 15 | Viaggio nell'Era Preistorica, sissì! 「原始時代にタイムスリップゾヨ」 - Genshijidai ni taimusurippu zoyo                                                 | 2 febbraio 2002  | 13 febbraio 2007 |
| 16 | Ko è diventato un Vampiriano, sissì! 「コーくんがバンパイヤンになった!? ゾヨ」 - Kō-kun ga banpaiyan ni natta!? Zoyo                                     | 9 febbraio 2002  | 14 febbraio 2007 |
| 17 | Sue si sposa, sissì! 「パパショック! スーちゃんが結婚するゾヨ」 - Papa shokku! Sū-chan ga kekkon suru zoyo                                               | 16 febbraio 2002 | 15 febbraio 2007 |
| 18 | Sue si è sdoppiata, sissì! 「禁断の魔法でスーちゃんが2人!? ゾヨ」 - Kindan no mahō de sū-chan ga 2-ri!? Zoyo                                             | 23 febbraio 2002 | 16 febbraio 2007 |
| 19 | Il primo amore di Robozo, sissì! 「ロボゾーの初恋は命がけゾヨ」 - Robozō no hatsukoi wa inochigake zoyo                                                  | 2 marzo 2002     | 19 febbraio 2007 |
| 20 | Io catturerò Godot, sissì! 「我輩がゴドーを捕まえるゾヨ」 - Wagahai ga godō o tsukamaeru zoyo                                                            | 9 marzo 2002     | 20 febbraio 2007 |
| 21 | Robozo mangia papà, sissì! 「ミクロパパ、ロボゾーに食われるゾヨ」 - Mikuro papa, robozō ni kuwa reru zoyo                                                | 16 marzo 2002    | 21 febbraio 2007 |
| 22 | Alla fine sono diventato un vero lupo, sissì! 「我輩、本当の狼になってしまったゾヨ」 - Wagahai, hontō no ōkami ni natte shimatta zoyo                    | 23 marzo 2002    | 27 febbraio 2007 |
| 23 | Plic lacrimuccia, addio al mondo umano, sissì! 「涙ポロリンチョ…さらば人間世界ゾヨ」 - Namida pororincho… saraba ningen sekai zoyo                       | 30 marzo 2002    | 28 febbraio 2007 |
| 24 | La fuga di Morihop, sissì! 「モリピョンが家出で大慌てゾヨ」 - Moripyon ga iede de ōawate zoyo                                                            | solo dvd         | 22 febbraio 2007 |
| 25 | Kana e Ko si sono innamorati, sissì! 「カナちゃんとコーくんがラブラブ? ゾヨ」 - Kana-chan to kō-kun ga raburabu? Zoyo                                    | solo dvd         | 23 febbraio 2007 |
| 26 | La severa punizione di mamma, sissì! 「ママさん、怒りのおしおきゾヨ」 - Mama-san, ikari no oshioki zoyo                                                  | solo dvd         | 26 febbraio 2007 |

Nota: Mentre in Giappone la serie trasmessa si ferma all'episodio 23, in Italia Rai Due ha trasmesso tutti i 26 episodi. L'inserimento dei tre episodi extra dopo l'episodio 21 ha come conseguenza che l'episodio 22 è diventato il 25 e l'episodio 23 è diventato il 26 in Italia.

## Sigle
Sigle giapponesi
- Sigla d'apertura: Frustration Music degli Hysteric Blue
- Sigla di chiusura: La Booo! dei DANCE MAN

Sigla italiana
La sigla italiana è Siamo i Vampiriani di Francesco Di Sanzo, cantata da Cristina Valenti. Essa si basa sulla musica della sigla d'apertura, la quale viene leggermente riarrangiata.